# Socket 7
A Socket 7 egy x86 architektúrájú mikroprocesszorok fogadására alkalmas processzorfoglalat. 1995 júniusában bocsátották ki. A Socket 5 utódjaként elsősorban az Intel Pentium processzorok számára készült, de nagyon sokféle sebességű és gyártójú processzort támogatott és sok processzort gyártottak ilyen lábkiosztással. Fogadta többek között a Cyrix/IBM, AMD, IDT és egyéb gyártók processzorait.
A különbség a Socket 5 és 7 közt, hogy a Socket 7-ben van egy plusz tű, ami kétféle feszültséget is képes leadni, míg a Socket 5 csak egyet (bár nagyon sok alaplapgyártó nem használta ki és építette be ezt a tulajdonságát). A Socket 7 visszafelé kompatibilis az 5-tel, így minden Socket 5-be készült processzort fogad.
A Socket 7-ből kétféle verzió létezik, az eléggé ritka 296 tűs LIF SPGA 37×37-es elrendezéssel, és a sokkal elterjedtebb 321 tűs LIF SPGA 19×19-es elrendezésben. Támogatja a 2,5 V-tól 3,5 V-ig terjedő üzemi feszültségű Intel Pentium 75–200 MHz és Pentium MMX 166–233 MHz, AMD K5 és K6, Cyrix 6x86 (és MX) P120 – P233, a teljes IDT WinChip szériát (180–250 MHz) és a Rise Technology MP6 processzorcsaládot.
A Socket 7-et és a Socket 8-at 1999-ben felváltotta a Slot 1 és a Slot 2, az Intel Pentium II Xeon és Pentium III Xeon processzorainak (élcsatlakozós) foglalata.

## Super Socket 7
A Super Socket 7 (vagy Super 7) a Socket 7 egy módosított változata, amelyet az AMD tervezett. Támogatja a 100 MHz-es FSB-t és az AGP-t. A Super Socket 7-et az AMD K6-2 és K6-III használta, és néhány kései Cyrix M-II. Visszafelé kompatibilis a Socket 7-tel, és a Super Socket 7-re tervezett processzorok is használhatók a normál Socket 7-es alaplapokban, de ilyenkor a 100 MHz-es FSB hiányában lényegesen lassabbak. A Socket 5-tel lábkompatibilis, azaz fizikailag illeszkednek bele a Socket 5-ös CPU-k, de sok Super Socket 7-es alaplap nem támogatta az 5 V-os magfeszültséget, ami szükséges a Socket 5-ös processzorok működéséhez.
Amíg az AMD korábban kizárólag az Intel által tervezett processzorfoglalatokba tervezte a chipjeit, a Socket 7 volt az utolsó, aminek a használatára engedélyt kaptak. Az Intel úgy gondolta, hogy amikor befejeződik a Socket 7 termékciklusa, és ők váltanak a Slot 1-re, akkor az AMD-nek csak ez az elavult technológia marad, és így a processzoraik versenyképtelenek lesznek. Az FSB 66-ról 100-ra emelésével és az AGP támogatás beépítésével az AMD kipótolta az új foglalat hiányát, de hamarosan rájöttek, hogy saját foglalatot kell kifejleszteniük, ez lett a Slot A.
A Super Socket 7 321 tűs ZIF PGA foglalat, mely fogadja a 2,0-2,4 V-os magfeszültségű AMD K6-2 (300-550 MHz), K6-III, K6-2+, K6-III+, Cyrix MII (PR366/250 MHz - PR433/300 MHz) és az IDT WinChip (200-250 MHz) processzorokat.

## Fordítás
Ez a szócikk részben vagy egészben  a   Socket 7 című angol Wikipédia-szócikk ezen változatának fordításán alapul.  Az eredeti cikk szerkesztőit annak laptörténete sorolja fel. Ez a jelzés csupán a megfogalmazás eredetét és a szerzői jogokat jelzi, nem szolgál a cikkben szereplő információk forrásmegjelöléseként.